# الأحواد (بعدان)

تعديل مصدري - تعديل

الأحواد هي إحدى قرى عزلة جرانة بمديرية بعدان التابعة لمحافظة إب، بلغ تعداد سكانها 89 نسمة حسب تعداد اليمن لعام 2004.